# Đođucu
Đođucu, (jap.: 杖術; Jōjutsu), ponegdje i kao Đodo (杖道; Jōdō), japanska borilačka vještina u kojoj se koristi štap đo.

## Vanjske povezice
- Jōdō  Arhivirana inačica izvorne stranice od 6. studenoga 2019. (Wayback Machine)